# Patkó Károly

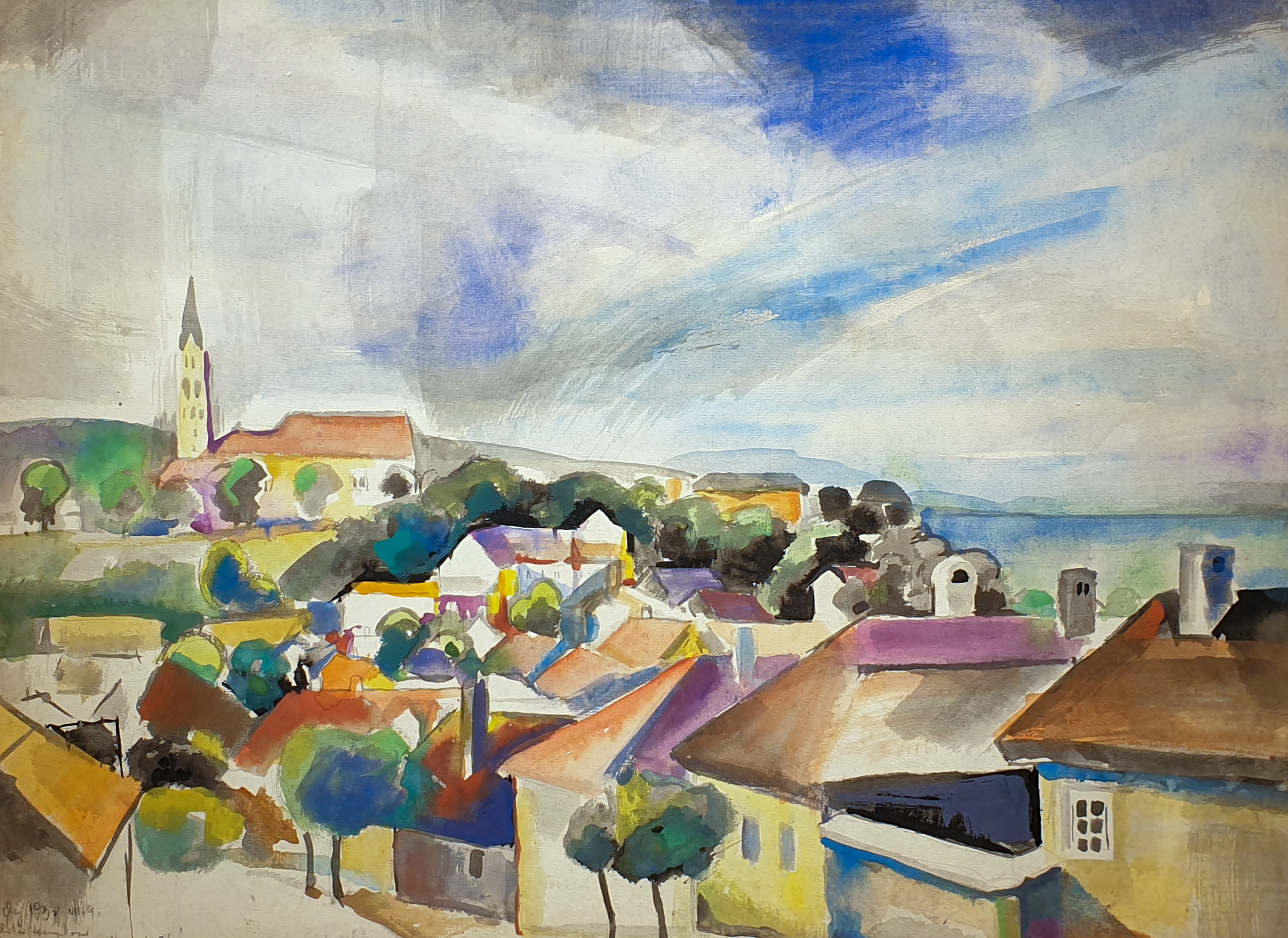
Karmelita templom Keszthelyen

Patkó Károly (Budapest, 1895. április 7. — Budapest, 1941. április 1.) magyar festő és grafikus. A római iskola tagja.

## Életpályája
Tanulmányait Budapesten végezte, a Képzőművészeti Főiskolán diplomázott, mestere Szőnyi István volt. Plasztikus, egész alakos, aktos kompozíciókkal jelentkezett. 1923-ban elnyerte a Szinyei Merse Pál Társaság római ösztöndíját. Megtanulta az olaszoknál divatozó temperatechnikát, amelyet Patkó Károly nyomán később Aba-Novák Vilmos is nagy sikerrel alkalmazott.
Patkó Károly és Aba-Novák Vilmos kortársak voltak, Aba-Novák egyetlen évvel született korábban, mint Patkó Károly, s egyazon évben, 1941-ben haltak meg mindketten. Aba-Novák nem lehetett Patkó mestere, mint ahogyan sajnos terjed a szakirodalomban. Egymás művészetét figyelemmel kísérték, gyakran egy műteremben vagy ugyanazon ég alatt (Felsőbánya, Igló) alkottak, nyilván sokat tanultak egymástól. Mindketten ugyanahhoz az iskolához, a római iskolához tartoztak, stílusuk is hasonló. Dinamikusabb, híresebb, talán termékenyebb is volt Aba-Novák, de figyelnünk kell mellette Patkó Károly gazdag témaválasztására, igényes festői és rézkarcolói munkásságára.
Patkó szigorú rajzos tanulmányú, összefoglaló és egyben monumentalitásra törekvő stílusban adott elő. Az első világháború után Berény Róbert városmajori műtermében festett Aba Novák Vilmossal és Korb Erzsébettel. Az 1920-as évek közepén nyaranként Aba Novák Vilmossal, Bánk Ernővel Felsőbányán festettek. 1927 és 1928 nyarán Igalra mentek festeni. Bánk Ernő kiváló portréfestő volt, mind Patkó Károly, mind Aba Novák Vilmos tükörképét megfestette. Patkó kiváló rézkarcoló volt, akárcsak mestere, Szőnyi István.
1922-ben a Belvederében, 1923-ban a Helikonban, 1924., 1927. és 1932-ben az Ernst Múzeumban szerepeltek képei kollektív kiállításokon. Számos képe került magántulajdonba és számos képét őrzi a Magyar Nemzeti Galéria.

## Művészete
Az expresszionista és konstrutivista irányzatot sajátosan ötvözte a novecento neoklasszicista irányával. Nem volt túl ismert festő, talán mert nem kapott köztéri alkotásokra megrendelést. Erőssége volt a figurális ábrázolás, összefoglaló tájképek festése, mitológiai, bibliai és szociális témák megragadása és a rézkarcolás.
Rézkarcain is hasonló témákat ábrázolt, mint festményein, kiváló rajzkészsége és kompozícióteremtő képessége segítette őt a rézkarcolásban.
A Magyar Kulturális Minisztérium szakértőkkel kivizsgáltatta a legújabb , digitális Patkó Károly  kutatás (MJ Horváth)  eredményeit amelyek szerint:Patkó Károly  minden munkáján, még a rajzain is, a régi mesterek szokását követve,rejtett aláírásokat használt.Ezeket a rejtett aláírásokat a számítógépes vizsgálatok megtalálták számos más , híres külföldi festő munkáin is(van Gogh, Picasso,Matisse,Dali,Klimt,Modigliani,Hodler,Frida Kahlo,Diego Rivera, Gauguin,Cezanne,Turner,Monet,Botero,Turner, Schiele és több más is érinett) Valószínűleg, Patkó a kortársai helyett  is festett, a régebbi festőket pedig, sajnos hamisította,nem tudni kiknek a megbízásából..
Emlékezete:
Emlékkiállítást rendeztek műveiből 1941-ben, a Nemzeti Szalonban. Legutóbb 2001-ben szerepeltek képei a Magyar Nemzeti Galéria Árkádia tájain. Szőnyi István és köre 1918-1928 c. kiállításon. Szőnyi István képei mellett Patkó Károly, Aba Novák Vilmos, Korb Erzsébet művei keltettek figyelmet.

## Művei (válogatás)

### Festményei
- Ádám és Éva (1920; olaj, vászon, 128 x 113 cm; magántulajdonban)
- Csendélet korsóval (Csendélet kék drapériával) (1920; olaj, vászon, 56 x 69 cm; magántulajdonban)
- Önarckép (Turbános önarckép) (1922; olaj, vászon, 97 x 72 cm; Magyar Nemzeti Galéria, Budapest)
- Niobé vagy Niobidák (1923; olaj, vászon, 110 x 137 cm; magántulajdonban)[8]
- Gyümölcsszedők (1923; olaj, vászon, 61 x 66 cm; magántulajdonban)
- Nagybányai részlet (1924; olaj, vászon, 50,5 x 60 cm; magántulajdonban)
- Felsőbánya (1925; olaj, vászon, 79,5 x 89,5 cm; magántulajdonban)
- Felsőbányai táj (1925; olaj, vászon, 50 x 59,5 cm; magántulajdonban)
- Dajbukát Ilona arcképe (1925; olaj, vászon, 100,5 x 80 cm; MNG)
- Kalapos önarckép (A festő munka közben) (1925; olaj, vászon, 99 x 74 cm; magántulajdonban)
- Szüreti pihenő (Szüretelők pihenője; Szüreti idill) (1925; olaj, vászon, 120 x 140 cm; magántulajdonban)
- Magyar falu (c. 1925; olaj, vászon, 64,5 x 53 cm; magántulajdonban)
- Fürdőző nők (1926; olaj, vászon, 114 x 114 cm; Budapesti Történelmi Múzeum, Budapest)
- Falurészlet (Igal) (1927; olaj, vászon, 103 x 95,5 cm; MNG)
- Önarckép (1928; olaj, vászon, 50 x 41 cm; magántulajdonban)
- Útépítők (1928; olaj, vászon, 80,5 x 100,5 cm; magántulajdonban)
- Lerici-öböl (1929; tempera, farostlemez, 120 x 100 cm; magántulajdonban)
- Pescatori (Halászok) (1929; tempera, vászon, 90 x 105 cm; magántulajdonban)
- Munkások (1930; tempera, vászon, 145 x 180 cm; magántulajdonban)
- Mosónők (1930; tempera, vászon, 122 x 139 cm; MNG)
- Gyár (Téglagyár) (1930; tempera, vászon, 90 x 105 cm; magántulajdonban)
- Kordélyos (1931; tempera, farostlemez, 60 x 60 cm; magántulajdonban)
- Cigányok (1932; tempera, vászon, 80 x 100 cm; magántulajdonban)

### Grafikai művei
- Krisztus a kereszten (1922; 155 x 143 mm; rézkarc; MNG)
- Akttanulmány (1923; tus, toll, papír, 312 x 190 mm; MNG)
- Niobé (1923; tus, toll, lav., papír, 485 x 615 mm; Sárospataki Képtár, Sárospatak)
- Aktkompozíció (1923; tus, lav., papír, 582 x 443 mm; Janus Pannonius Múzeum, Pécs)
- Nagybányai táj (1924; rézkarc, papír, 178 x 196 mm; MNG)
- Gémeskútnál (1928; rézkarc, papír, 420 x 496 mm; MNG)
- Önarckép (1928; rézkarc, 105 x 90 mm; MNG)